# IC 525
IC 525 ist eine Spiralgalaxie vom Hubble-Typ Sbc im Sternbild Hydra südlich der Ekliptik. Sie ist schätzungsweise 252 Millionen Lichtjahre von der Milchstraße entfernt und hat einen Durchmesser von etwa 80.000 Lichtjahren.
Das Objekt wurde am 20. März 1893 vom französischen Astronomen Stéphane Javelle entdeckt.